# Tor Nitzelius
Tor Gustaf Nitzelius, född 12 februari 1914 i Maria Magdalena församling, Stockholm, död 11 augusti 1999 i Johannebergs församling, Göteborg, var en svensk dendrolog, trädgårdsintendent och fackboksförfattare. 
Nitzelius var på 1950-talet intendent för Göteborgs botaniska trädgård, där han skapade den så kallade Japandalen. Han författade flera böcker om växters användning i parker och trädgårdar. Han var en ivrig förespråkare för utländska lignosers användning i Sverige och lade stor vikt vid att förstå hur dessa växer i hemlandet och hur de borde trivas i Sverige. Han utnämndes 1992 till hedersdoktor vid Göteborgs universitet.
Nitzelius insamlade ullungrönnen 1976 på den sydkoreanska ön Ulleung-do.
Tor Nitzelius park i Alnarp har anlagts i hans anda. Han är begravd på Norra begravningsplatsen i Stockholm.